# Lijst van beschermd erfgoed in Binche
Onderstaande tabel geeft een overzicht van de beschermde erfgoederen in de gemeente Binche. Het beschermd erfgoed maakt deel uit van het cultureel erfgoed in België.
| Object | Bouwjaar/architect | Deelgemeente              | Adres                              | Coördinaten                   | Nummer?                | Afbeelding |
| --- | ------------------ | ------------------------- | ---------------------------------- | ----------------------------- | ---------------------- | --- |
| Oude wallen van Binche |                    | Binche                    |                                    | 50° 24' 54" NB, 4° 10' 6" OL  | 56011-CLT-0001-01 Info | Oude wallen van Binche |
| Gebouw genaamd "Maison Bette", uitgegroeid tot een refugiehuis voor voormalige abdij van Goede Hoop, de zogenaamde "Caves Bettes"   |                    | Binche                    | rue des Promenades                 | 50° 24' 33" NB, 4° 9' 59" OL  | 56011-CLT-0003-01 Info | Gebouw genaamd "Maison Bette", uitgegroeid tot een refugiehuis voor voormalige abdij van Goede Hoop, de zogenaamde "Caves Bettes"   |
| Ruïnes van kasteel van Maria van Hongarije, gemeentelijk park                                                                       |                    | Binche                    |                                    | 50° 24' 30" NB, 4° 9' 53" OL  | 56011-CLT-0005-01 Info | Ruïnes van kasteel van Maria van Hongarije, gemeentelijk park                                                                       |
| Kapel van de oude begraafplaats |                    | Binche                    | rue Haute                          | 50° 24' 33" NB, 4° 9' 51" OL  | 56011-CLT-0006-01 Info | Kapel van de oude begraafplaats |
| Raadhuis |                    | Binche                    | Grand Place                        | 50° 24' 38" NB, 4° 9' 56" OL  | 56011-CLT-0007-01 Info | Raadhuis |
| Kapel Sainte-Anne van Battignies |                    | Binche                    | rue Z. Fontaine                    | 50° 25' 2" NB, 4° 10' 9" OL   | 56011-CLT-0008-01 Info | |
| Sint-Ursmaruskerk |                    | Binche                    |                                    | 50° 24' 33" NB, 4° 9' 54" OL  | 56011-CLT-0009-01 Info | Sint-Ursmaruskerk |
| De gebouwen vroeger gebruikt door het Koninklijk Atheneum (nu het Museum van Carnaval en het Masker (voorheen Augustijner College)) |                    | Binche                    | rue de l'église n°16               | 50° 24' 34" NB, 4° 9' 58" OL  | 56011-CLT-0011-01 Info | De gebouwen vroeger gebruikt door het Koninklijk Atheneum (nu het Museum van Carnaval en het Masker (voorheen Augustijner College)) |
| Kasteel van Prisches en het ensemble van het kasteel en zijn directe omgeving                                                       |                    | Binche                    | rue de Prisches n°s 7-8            | 50° 24' 20" NB, 4° 11' 15" OL | 56011-CLT-0013-01 Info | |
| Huis: hoofdgevel en voorzijde dak                                                                                                   |                    | Binche                    | rue de Mons n°7                    | 50° 24' 45" NB, 4° 9' 56" OL  | 56011-CLT-0014-01 Info | |
| Kerk Sainte-Elisabeth |                    | Binche                    |                                    | 50° 24' 45" NB, 4° 10' 1" OL  | 56011-CLT-0015-01 Info | |
| Justitiepaleis |                    | Binche                    | avenue Albert Ier, n°56            | 50° 24' 47" NB, 4° 9' 58" OL  | 56011-CLT-0016-01 Info | |
| Station en plein Eugène Derbaix |                    | Binche                    |                                    | 50° 24' 33" NB, 4° 10' 19" OL | 56011-CLT-0017-01 Info | Station en plein Eugène Derbaix |
| Voormalige verpleeghuis, op dit moment administratief centrum (gevels en daken) en omgeving                                         |                    | Binche                    | rue Saint-Paul n°14                | 50° 24' 36" NB, 4° 9' 60" OL  | 56011-CLT-0018-01 Info | Voormalige verpleeghuis, op dit moment administratief centrum (gevels en daken) en omgeving                                         |
| Kerk Sainte-Marie |                    | Péronnes-lez-Binche       |                                    | 50° 26' 9" NB, 4° 8' 44" OL   | 56011-CLT-0019-01 Info | Kerk Sainte-Marie |
| Kerk Sainte-Marie-Madeleine |                    | Épinois                   |                                    | 50° 24' 12" NB, 4° 12' 16" OL | 56011-CLT-0022-01 Info | Kerk Sainte-Marie-Madeleine |
| Windmolen "Moulin Stocklet"en zijn omgeving                                                                                         |                    | Leval-Trahegnies          |                                    | 50° 25' 22" NB, 4° 13' 44" OL | 56011-CLT-0023-01 Info | |
| Molen Stocket en bestaand mechaniek                                                                                                 |                    | Leval-Trahegnies          |                                    | 50° 25' 22" NB, 4° 13' 48" OL | 56011-CLT-0024-01 Info | |
| Oude steengroeven Hubaut |                    | Waudrez                   |                                    | 50° 24' 34" NB, 4° 9' 33" OL  | 56011-CLT-0025-01 Info | |
| Archeologische site Vodgoriacum |                    | Waudrez                   |                                    | 50° 25' 4" NB, 4° 8' 40" OL   | 56011-CLT-0026-01 Info | |
| Terrils van de oude steenkolenmijn van La Courte (n°160, "Fosse n°1 Est"; n°161, "Lavoir-Ressaix"; n°s 162 et 163 "Leval")          |                    | Leval-Trahegnies, Ressaix |                                    | 50° 25' 6" NB, 4° 11' 55" OL  | 56011-CLT-0027-01 Info | |
| Bepaalde delen van de kolenwasserij "Lavoir du Centre"                                                                              |                    | Péronnes-lez-Binche       | rue des Mineurs 31                 | 50° 25' 39" NB, 4° 10' 21" OL | 56011-CLT-0030-01 Info | Bepaalde delen van de kolenwasserij "Lavoir du Centre"                                                                              |
| Apotheek Milet: straatgevel en dak                                                                                                  |                    | Binche                    | Avenue Charles Deliège, n°8        | 50° 24' 43" NB, 4° 9' 56" OL  | 56011-CLT-0034-01 Info | |
| Kerk van Notre-Dame du Travail |                    | Bray                      | place du Levant van Mons naar Bray | 50° 25' 53" NB, 4° 4' 2" OL   | 56011-CLT-0035-01 Info | |

## Uitzonderlijk erfgoed
| Object                 | Bouwjaar/architect | Deelgemeente | Adres | Coördinaten                  | Nummer?                | Afbeelding             |
| ---------------------- | ------------------ | ------------ | ----- | ---------------------------- | ---------------------- | ---------------------- |
| Oude wallen van Binche |                    | Binche       |       | 50° 24' 54" NB, 4° 10' 6" OL | 56011-PEX-0001-01 Info | Oude wallen van Binche |
| Raadhuis               |                    | Binche       |       | 50° 24' 38" NB, 4° 9' 56" OL | 56011-PEX-0002-01 Info | Raadhuis               |